# Microlite
La microlite è un minerale.